# Cope2
Cope2 de nombre real Fernando Carlo es un artista de graffiti de South Bronx, Nueva York. Especialmente reconocido por su veteranía en el graffiti de Nueva York, su uso del Wild Style y sus Throw ups. Su crew se llama el "kings Destroy". Dicen que su país natal es Puerto Rico, si lo es, sólo lo fue hasta los 3 años, cuando se trasladó a Bronx (Nueva York).

## Biografía
Entró en contacto con el mundo de los grafitis gracias a su primo Caos (Caos es considerado el mejor graffitero de todo el Bronx). Empezó en esta técnica con el nombre de «Nano».
La influencia de su primo consiguió que Cope2 llegara a ser uno de los mejores graffiteros de la actualidad, aunque en una entrevista, Cope2, afirmó que él nunca podrá ser mejor que su maestro Caos.
Más recientemente Sage ha aparecido en el videojuego de Marc Ecko editado junto a Atari en 2006. Marc Ecko's Getting Up: Contents Under Pressure: se nos presenta como una leyenda del graffiti que nos enseña a realizar throwups en los trenes. Actualmente su crew es "Kings Destroy" o "Kids Destroy".
También se pueden ver throw-ups de Cope2 en los videojuegos GTA IV y GTA V.